# Skyggedyret
|  | Denne artikel er oprettet af botten Steenthbot ud fra en ekstern database. Den kan derfor have sproglige fejl eller mangler. Denne skabelon kan fjernes efter kontrol af indholdet. |

Skyggedyret er en dansk animationsfilm fra 2013 instrueret af Dorte Bengtson.

## Handling
"Skyggedyret" handler om den 10-årige dreng Dennis, der længes efter at finde sin far, som han savner meget. Dennis og hans storebror, Johnny, har et lille magisk Skyggedyr sammen og det er Dennis' bedste ven. Sammen følger de Johnny ned i parken, hvor broderens bande holder til. Brødrene bor i et hårdt miljø på Nørrebro og på vej til skole må Dennis flygte fra den rivaliserende bande og overhører, at hans storebor skal nakkes og pludselig hvirvles han og Skyggedyret ind i et bandeopgør omkring hashhandel. Det ender med, at Dennis skal vælge imellem at prøve at finde sin far eller prøve at redde sin bror fra at blive skudt?